# Poienile Izei
Poienile Izei – wieś w Rumunii, w okręgu Marmarosz, w gminie Poienile Izei. W 2011 roku liczyła 940 mieszkańców.